# Halsbach (Alz)
Der Halsbach ist ein etwa zehn Kilometer langer Bach im Landkreis Altötting in Bayern. Er mündet in Burgkirchen in die Alz.

## Name
Der Ort Halsbach wird ca. 790 als Hadoluespach erstmals urkundlich genannt. Das Bestimmungswort bildete der althochdeutsche Personenname *Hadolf.

## Verlauf
Das Quellgebiet liegt auf 464 Meter Höhe in der Gemeinde Kirchweidach. Der Bachlauf verläuft meist in nordöstlicher Richtung, erst zwei Kilometer vor der Mündung biegt er nach Norden ab.
Der Halsbach entspringt als Wiesenbach, wird von mehreren kleinen Quellen gespeist und fließt nach 500 Metern in die Gemeinde Halsbach.
Als erster nennenswerter Zufluss mündet in Moosen der Schmidhamer Bach in den Halsbach, der darauf an den Orten Itsching und Halsbach vorbeifließt. Unterhalb der Ortschaft Halsbach mündet bei km 3 aus südlicher Richtung der Thalleiten Bach.
Auf Höhe Thalhausen mündet der größte Zufluss, der Eichecker Bach und nach weiteren fünf Kilometern der Stockötzer Bach.
Nach sieben Kilometern tritt der Bach in die Gemeinde Burgkirchen ein; ab hier wurde der Bachlauf renaturiert. Zwischen den Ortsteilen Holzen und Obere Terrasse begleitet ein Naturlehrpfad den Bachverlauf. Hier liegt der künstlich angelegte Halsbach Weiher. Die letzten 500 Meter fließt das Wasser in einem Kanal, der dem Hochwasserschutz dient. Der Halsbach mündet auf einer Höhe von 398 Metern bei Burgkirchen in die Alz.